# Пацци, Якопо

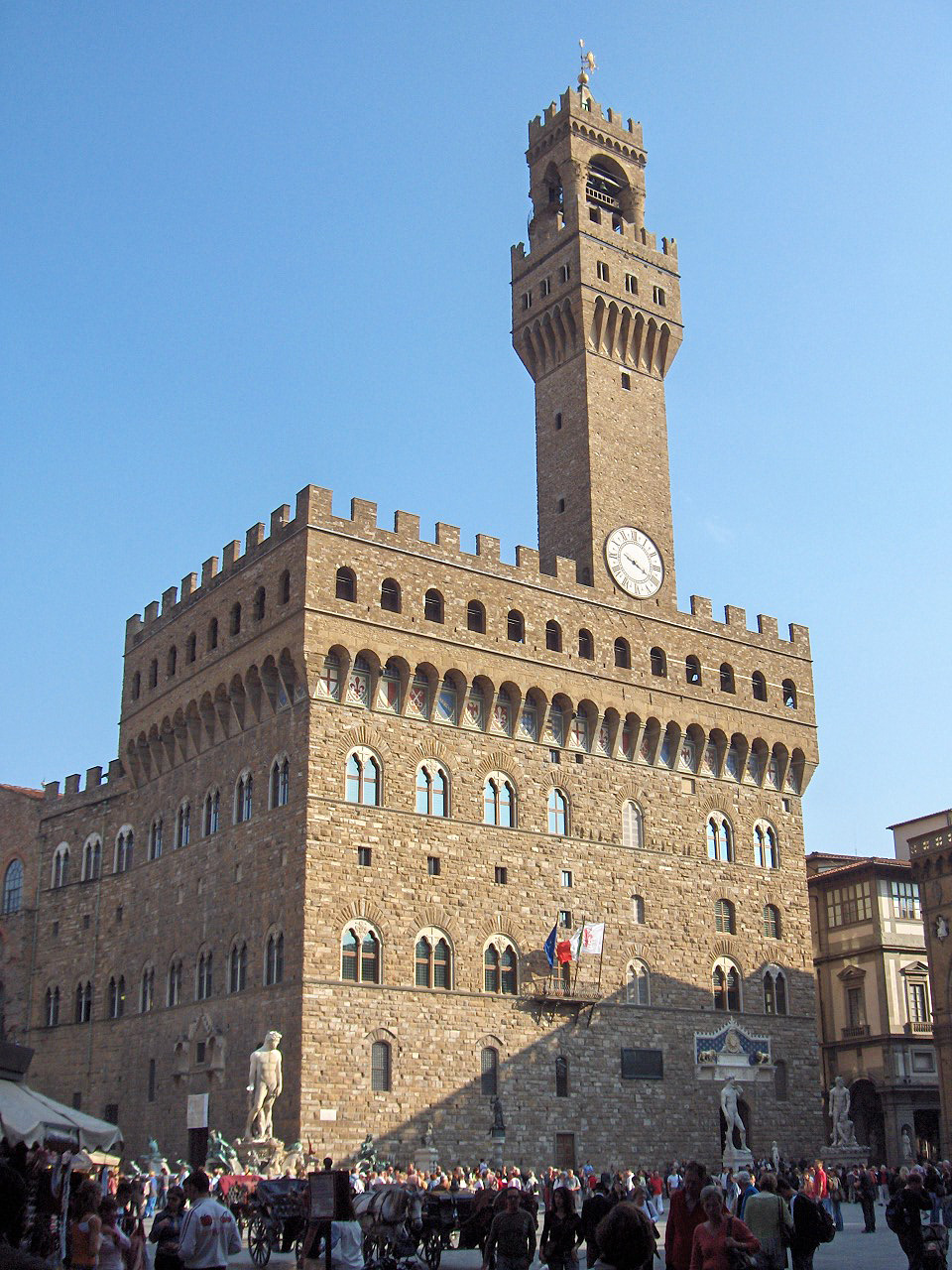
Дворец Синьории (Палаццо Веккьо)

Якопо Пацци (1423 — 30 апреля 1478, Флоренция; итал. Jacopo Pazzi) — дворянин из знатного флорентийского рода Пацци, один из организаторов заговора против Лоренцо Медичи.

## Биография
Сын Андреа Пацци, был связан с семьёй Медичи за счёт брака своего племянника Гульельмо с Бьянкой Медичи, сестрой Лоренцо Великолепного. На самом деле, Якопо был одним из самых богатых граждан Флоренции: например, он пригласил Джулиано да Майано (или, возможно, самого Филиппо Брунеллески) для постройки семейного дворца.
Якопо был женат на Магдалине Серристори, которая после провала заговора была заключена в монастырь близ Флоренции, где и прожила всю оставшуюся жизнь. У него также была внебрачная дочь Катерина, также потом ушедшая в монахини. Она была причислена к лику блаженных папой Бенедиктом XIV. Её не следует путать с Катериной Пацци, вошедшей в историю как святая Мария Магдалина Пацци.

## Заговор
Благодаря его племяннику, Франческо Пацци, казначею папы Сикста IV, Якопо вступил в заговор, который поддерживался внутренне и внешне, в том числе и самим папой. 26 апреля 1478 года он перешёл к действию одновременно с убийцами, напавшими на Лоренцо и его брата Джулиано во время мессы в соборе Санта Мария дель Фьоре.
Однако заговор провалился. Джулиано, не бывший главной целью убийства, был зарезан на месте, однако Лоренцо смог укрыться в ризнице и спастись. Сразу же после нападения разъярённая толпа, бывшая полностью на стороне Медичи, схватила Франческо и некоторых его сообщников, подвергла самосуду, и через несколько часов они были повешены на стенах Дворца Синьории.
Якопо, в свою очередь, попытался поднять народ лозунгом «Libertà!» (с итал. — «Свобода!»), однако был побит камнями и попытался бежать из Флоренции. На следующий день, при попытке пересечь Апеннины он был схвачен горцами, которые забили его до такого состояния, что он не мог ходить. Вскоре Якопо был доставлен обратно во Флоренцию, где он прошёл короткий суд, и 30 апреля был повешен на стенах Палаццо Веккьо, как и другие заговорщики. Возможно, из-за прежнего положения он не был отдан толпе — тем же вечером его тело было снято и похоронено в церкви Санта-Кроче.
Но на этом злоключения Якопо Пацци не закончились: после его смерти, в течение четырёх дней лил сильный дождь. Ливень угрожал урожаю зерновых, и сельские жители начали говорить, что Бог послал людям наказание за то, что они похоронили ужасного предателя в священной земле. Спустя четыре дня, группа молодых людей пришла на кладбище и выкопала тело Якопо. Они привязали его к верёвке и начали таскать по улицам Флоренции. Они не останавливались, оглашая прибытие господина Якопо, как будто бы он был большим вельможей. Они притащили труп Якопо к его теперь пустовавшему семейному дворцу. Постучав в дверь его отрезанной головой как дверным молотком, они позвали слуг из дворца и сказали, что их хозяин вернулся. Уставшие от своего развлечения, парни притащили тело к Рубиконте (ныне Понте-алле-Грацие) и скинули его в реку Арно.

## В массовой культуре
- Якопо Пацци стал персонажем романа Карела Шульца «Камень и боль» (1943).
- Якопо Пацци появляется в компьютерной игре 2009 года Assassin's Creed II в качестве антагониста и одного из врагов главного героя, ассасина Эцио Аудиторе, чья семья пострадала вследствие заговора Пацци, и от руки которого он погибает[2].
- «Демоны Да Винчи» (2013) — фэнтезийный псевдоисторический сериал. В роли Якопо Пацци актёр Майкл Калкин.
- «Медичи» — телесериал совместного производства Италии и Великобритании (2016—2019). В роли Якопо Пацци актер Шон Бин.